# Richard und Wendy Pini

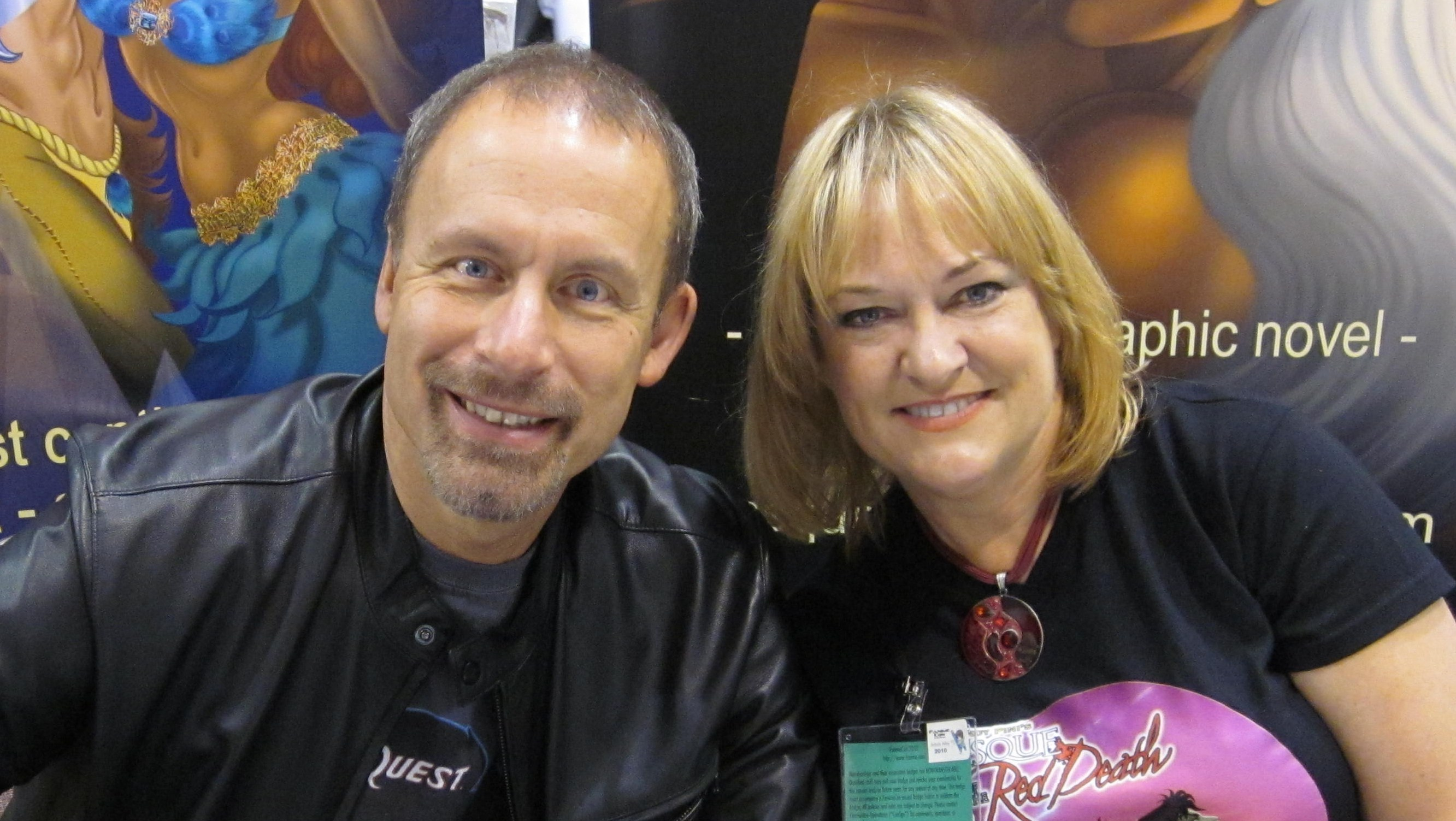
Richard und Wendy Pini, 2010

Richard Pini (* 19. Juli 1950 in New Haven (Connecticut)) und Wendy Pini, geborene Fletcher (* 4. Juni 1951 in San Francisco), sind ein US-amerikanisches Ehepaar, das es mit der Fantasy-Comicreihe Elfquest zu Ruhm in der Comic-Szene brachte.
Sie lernten sich in den 1970er-Jahren kennen. Wendy arbeitete als Zeichnerin und Autorin für verschiedene Comic-Magazine und erarbeitete bei der Entwicklung der gemeinsamen Elfquest-Comics das Aussehen der Figuren und die Grundgeschichte. Richard war als Co-Autor aktiv und kümmerte sich um die kommerzielle Seite und die Gründung des Verlags WaRP Graphics, über den die Elfquest-Serie von 1978 bis 2003 hauptsächlich vertrieben wurde.